# Congo nos Jogos Olímpicos de Verão de 1992
A República do Congo competiu nos Jogos Olímpicos de Verão de 1992 em Barcelona, Espanha.

## Resultados por Evento

### Atletismo
100 m masculino
- David N'Koua
  - Eliminatórias — 10.96 (→ não avançou)

400 m masculino
- Addo Ndala
  - Eliminatórias — não começou (→ não avançou)

### Natação
50 m livre masculino
- Gilles Coudray
  - Eliminatórias – 28.11 (→ não avançou, 69º lugar)